# David Blot
Pour les articles homonymes, voir Blot.
David Blot, né le 24 juillet 1970, est un animateur de radio, organisateur de soirée et scénariste français.

## Biographie
Après des études d'histoire, David Blot débute à Radio Nova en 1992 comme stagiaire d'abord, avant d'avoir son émission « Blot Job », nom donné par Jean-François Bizot en 1996 ; il quitte Nova l'année suivante. 
Il crée en 1996 avec Jérôme Viger-Kohler et Frédéric Agostini, les soirées emblématiques de la French touch : Respect is burning durent trois années, puis Secret et Eté D'Amour au Queen à Paris. Les soirées s'exportent ensuite autour du monde : au Twilo et au P.S.1 à New York, au Vega à Copenhague, au Fuse à Bruxelles ou encore à la Playboy Mansion. Les Daft Punk, Dimitri From Paris, Cassius et des djs américains comme Kerri Chandler, François Kevorkian ou David Mancuso y sont régulièrement conviés. 
Scénariste, il écrit avec Mathias Cousin aux dessins, la bande dessinée Le Chant de La Machine qui raconte l'histoire des musiques électroniques. Le Volume 1 sort en 2000 aux Éditions Delcourt, le volume 2 en 2003. Réédité en intégrale en 2011 avec une préface des Daft Punk chez manolosanctis, l'ouvrage est aujourd'hui disponible aux éditions Allia. 
En 2002, il écrit les notes de pochette de l'album International de New Order[réf. nécessaire]. 
En 2004 il crée le groupe Showgirls avec Lionel Catalan FC et la chanteuse Estelle Chardac. Ils signent sur le label Tricatel de Bertrand Burgalat un unique Ep Mini qui sort en 2010.[réf. nécessaire]
En 2011, il écrit la bande dessinée Yesterday (Bande dessinée 2011) avec Jérémie Royer aux dessins, qui raconte comment après un voyage dans le temps, John Duval, un jeune musicien, se retrouve à être le seul à connaître le catalogue des Beatles et devient la plus grande pop star de tous les temps. Des suites sont annoncées, mais l'éditeur cesse ses activités en 2012.
De retour à Radio Nova en 2012, il anime tous les jours de la semaine l'émission Le Nova Clubde 19h30 à 21h, avec Sophie Marchand de 2016 à 2018, puis à nouveau en solo.
Il apparait au cinéma dans divers films de Mia Hansen-Love. Dans Eden qui raconte les débuts de la french touch, il incarne un patron de club, tout en ayant un personnage inspiré par sa vie joué par Vincent Macaigne. En 2018, il est animateur radio dans le film Doubles Vies d'Olivier Assayas.

## Publications
- Le Chant de la machine, avec Mathias Cousin, Delcourt, 2000  (ISBN 978-2840553380)[9].
- Le Chant de la machine 2, avec Mathias Cousin, Delcourt, 2002  (ISBN 978-2840558927).
- Olympic de Paris, illustrations Stéphane Manel, textes Matthias Debureaux, L'Appareil Photo, 2002.
- Le Chant de la machine, intégrale, avec Mathias Cousin, préface des Daft Punk, manolosanctis, juin 2011  (ISBN 978-2359760743).
- Yesterday, premier volume des aventures de John Duval et The Futurians, avec Jérémie Royer, manolosanctis, septembre 2011  (ISBN 978-2359760330).
- Le Chant de la machine, intégrale, avec Mathias Cousin, préface des Daft Punk, Editions Allia, 2016, 2021  (ISBN 979-1030405668)